# Chonocephalus aripoensis
Chonocephalus aripoensis är en tvåvingeart som beskrevs av Ronald Henry Lambert Disney 1995. Chonocephalus aripoensis ingår i släktet Chonocephalus och familjen puckelflugor. Inga underarter finns listade i Catalogue of Life.